# 南北安普敦 (英國國會選區)

選區在北安普敦郡的位置

南北安普敦（英語：Northampton South），英國國會一自治市選區，位於北安普敦郡北安普敦中部。
本區始設於1974年。保守黨的當區議員布萊恩·賓利在2010年大選中以34.1%選票成功連任。